# Leptocerus canaliculatus
Leptocerus canaliculatus är en nattsländeart som först beskrevs av Georg Ulmer 1930.  Leptocerus canaliculatus ingår i släktet Leptocerus och familjen långhornssländor. Inga underarter finns listade i Catalogue of Life.